# 石田民三
石田 民三（いしだ たみぞう、1901年6月7日 - 1972年10月1日）は、日本の映画監督。
秋田県平鹿郡増田町（現・横手市）生まれ。1926年に『愛傷』で監督デビュー。東亜キネマでは主に剣戟映画を手がけていたが、帝キネ、新興キネマ時代に鈴木澄子主演の女性映画、明治もので頭角を現し、東宝京都時代には花街映画の傑作を立て続けに発表した。浪曲映画から戦後は観光映画まで、生涯に手がけた映画は約90本。戦後は京都の花街・上七軒で妻とお茶屋を営みながら北野をどりの作・演出を行った。
新東宝に在籍していた映画監督の加戸野五郎は実弟。

## 主な監督作品
- 愛傷（1926年）東亜等持院[3]
- おせん（1934年）新興キネマ[4]
- お伝地獄（1935年）新興キネマ[3]
- 花火の街（1937年）J.O.スタヂオ[5]
- 夜の鳩（1937年）J.O.スタヂオ[5]
- 東海美女傳（1937年）J.O.スタヂオ
- 花ちりぬ（1938年）東宝[5]
- むかしの歌（1939年）東宝[5]
- 喧嘩鳶 前後篇（1939年）東宝[5]
- 花つみ日記（1939年）東宝[5]
- 化粧雪（1940年）東宝[1]
- 釣鐘草（1940年）東宝[5]
- をり鶴七変化 前後篇（1941年）東宝[3]
- 山まつり梵天唄（1942年）東宝
- 浪曲忠臣蔵（1943年）東宝[3]
- あさぎり軍歌（1943年）東宝[5]
- 三尺左吾平（1944年）東宝[5]
- 縁は異なもの（1947年）吉本プロ[3]